# Petrelaea subdubiosa
Petrelaea subdubiosa är en fjärilsart som beskrevs av Rothschild 1917. Petrelaea subdubiosa ingår i släktet Petrelaea och familjen juvelvingar. Inga underarter finns listade i Catalogue of Life.